# Fodor Lajos (katonatiszt)
Fodor Lajos (Debrecen, 1947. július 29. –) nyugállományú vezérezredes, diplomata, a Magyar Honvédség parancsnoka és a Honvéd Vezérkar főnöke 1999 és 2003 között.

## Élete
A szentendrei Kossuth Lajos Katonai Főiskola gépesített lövész szakán tanult 1966–1970 között. Hivatásos katonaként aktív szolgálatát 1970-ben kezdte meg az akkori Magyar Néphadsereg 14. Gépesített Lövészezredénél Nagykanizsán, mint szakaszparancsnok. 1971-től századparancsnok, majd egy évre rá hadműveleti főtiszt. 1973-tól Nagyatádon zászlóaljparancsnok, a 63. Gépesített Lövészezrednél, majd a Frunze Katonai Akadémián, Moszkvában összhaderőnemi parancsnoki szakon tanult tovább.
1979-ben – előző szolgálati helyén – ezredtörzsfőnöknek nevezték ki, majd 1981 és 1983 között parancsnok-helyettesként, 1983-tól pedig ezredparancsnokként teljesített szolgálatot a 63. Gépesített Lövészezrednél. 1985 és 1987 között Lentiben, a 26. Gépesített Lövészezred parancsnoka, majd dandárparancsnok lett. 1989-ben áthelyezték Budapestre a Kiképzési Főcsoportfőnökségre, ahol először gépesített lövész- és harckocsizó főnök-helyettes, majd 1990-től gépesített lövész- és harckocsizó főnök. 1991-ben Székesfehérvárra került, a  Magyar Néphadsereg 5. hadsereg-parancsnokságára, ahol a hadseregparancsnok-helyettesi beosztást látta el. Később – az átszervezések során – az újonnan alakult Magyar Honvédség Szárazföldi Csapatok parancsnokának helyettese volt. 1992. május 21-én vezérőrnaggyá nevezték ki. 1993 márciusától 1994-ig a Magyar Honvédség Katonai Felderítő Hivatalának hivatalvezetője (egyben vezérkarfőnök-helyettes).
1995 és 1996 között az Amerikai Egyesült Államok Nemzetvédelmi Egyetemén biztonságpolitikai szakon tanult Washingtonban. Előtte – 1994 és 1995 kötött – egy tíz hónapos intenzív nyelvtanfolyamon vett részt San Antonióban. 1996-tól 1999 februárjáig Végh Ferenc vezérezredes, vezérkari főnök első helyetteseként dolgozott. Ebben az időszakban jelentős szerepe volt Magyarország, és így a Magyar Honvédség NATO-csatlakozása előkészítésében. Katonaként tagja volt a magyar diplomáciai tárgyalódelegációjának. 1997-ben altábornaggyá nevezték ki.
1999. február 15. és július 31. között a Szabó János vezette Honvédelmi Minisztérium védelempolitikai helyettes államtitkára. Göncz Árpád köztársasági elnök – a honvédelmi miniszter javaslatára – 1999. augusztus 1-jei hatállyal kinevezte a Magyar Honvédség parancsnokává, valamint a Honvéd Vezérkar vezérkari főnökévé, és egyidejűleg vezérezredessé léptette elő. A Honvédelmi Minisztérium és a Honvéd Vezérkar integrációjával összefüggő törvénymódosítások értelmében 2001-ben a Honvéd Vezérkar integrálódott a Honvédelmi Minisztériumba, a honvédség szakmai vezetését a vezérkari főnök valósította meg, miközben a Magyar Honvédség parancsnoki funkciója megszűnt. A 2002-ben honvédelmi miniszternek kinevezett MSZP-s Juhász Ferenccel azonban megromlott a kapcsolata. Beosztásából Mádl Ferenc államfő 2003. február 28-ai hatállyal mentette fel, és a katonai pályafutásának, életútjának elismeréseként a Magyar Köztársasági Érdemrend középkereszt a csillaggal katonai tagozata kitüntetést adományozta.
2003-ban diplomáciai pályára lépett, ekkor kinevezték rendkívüli és meghatalmazott nagykövetnek és megbízták a Magyar Köztársaság canberrai nagykövetségének vezetésével, valamint a Magyar Köztársaság Új-Zélandon való képviseletével. Megbízatása alól 2007-ben mentették fel.
Sólyom László köztársasági elnök 2010. június 2-án kinevezte a – Hende Csaba miniszter vezette – Honvédelmi Minisztérium közigazgatási államtitkárává. 2013. január 31-én Dankó István váltotta fel ebben a tisztségében.

## Megjegyzés
Hivatásos katonai pályafutása alatt hét esetben részesült érdem után kitüntetésben. Nős, felesége Kovács Éva ügyvéd. Két gyermekük van: Olivér (* 1982) és Zsófia (* 1991). Két nyelven beszél, angol és orosz felsőfokú nyelvvizsgával rendelkezik. 2001-től Nagyatád város díszpolgára.